# Limonia yellowstonensis
Limonia yellowstonensis är en tvåvingeart som beskrevs av Alexander 1945. Limonia yellowstonensis ingår i släktet Limonia och familjen småharkrankar. Inga underarter finns listade i Catalogue of Life.